# Colobocarpos nanus
Colobocarpos es un género monotípico perteneciente a la familia de las euforbiáceas. Su única especie: Colobocarpos nanus, está distribuida desde la Laos hasta Tailandia.

## Descripción
Es un subarbusto, poco e irregularmente ramificado, sin látex; monoico y con indumento formado por pelos multicelulares, con estípulas presentes. Hojas alternas; simples, simétricas, atenuadas en la base, el margen serrado al menos apicalmente , glabras, con un par de glándulas marginales cerca de la base. Inflorescencias terminales, no ramificadas, alargado, apenas púber, bisexuales, la parte basal de flores pistiladas, la apical con las flores estaminadas. Los frutos pedicelados, secos y dehiscentes, glabros, lisos. Semillas 3 por fruto, elipsoides, secas, lisas.

## Taxonomía
Colobocarpos nanus fue descrita por (Gagnep.) Esser & Welzen y publicado en Kew Bulletin 56(3): 658–659. 2001.
Sinonimia
- Croton colobocarpus Airy Shaw
- Croton nanus Gagnep. basónimo[3][4]